# John D. Batten
John Dickson Batten (Plymouth, 8 ottobre 1860 – 5 agosto 1932) è stato un pittore, illustratore e incisore britannico.

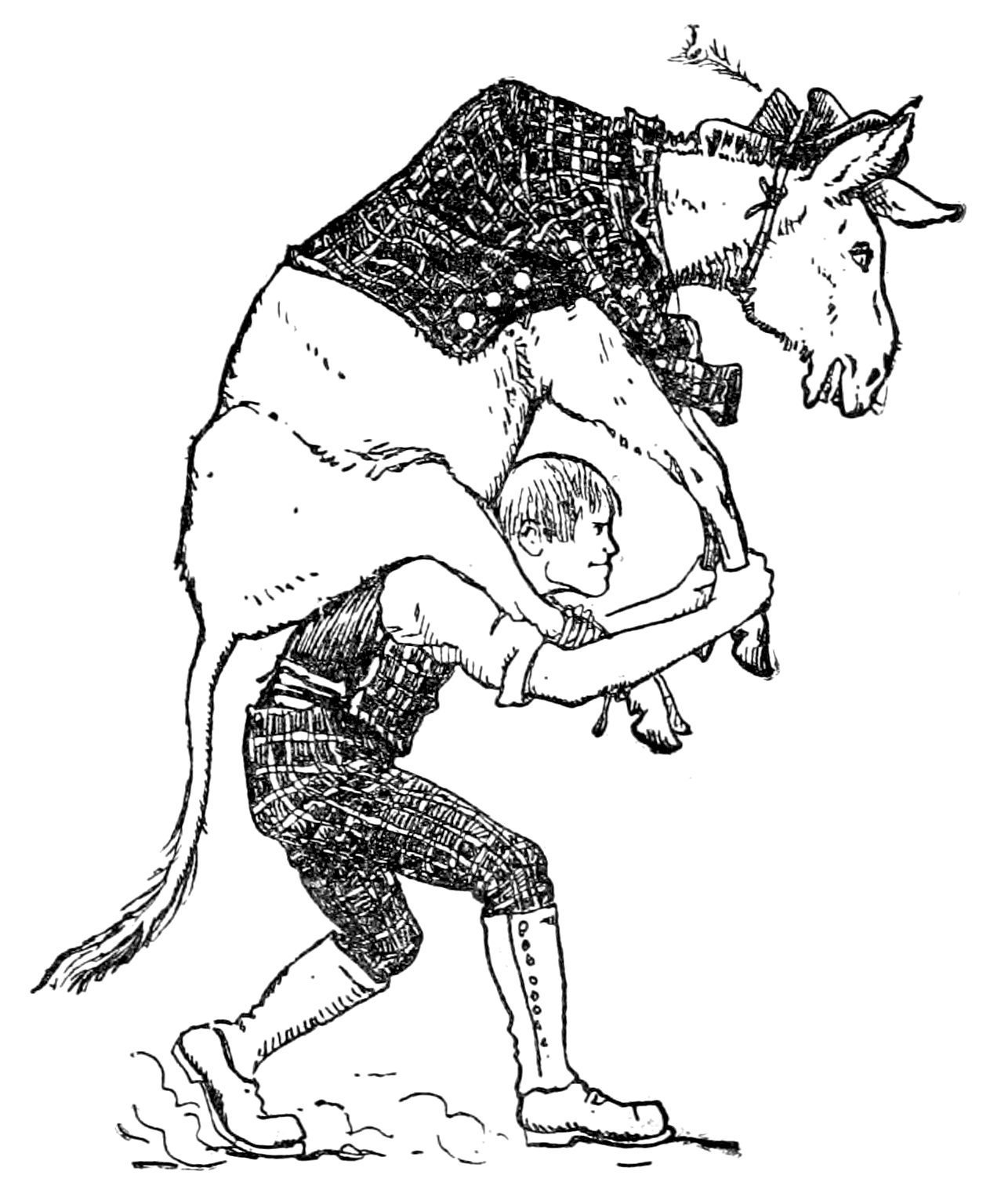
Una delle illustrazioni di Batten per le fiabe inglesi, 1890.

Produsse figure a olio, tempera e affresco. Era un membro attivo della Society of Painters in Tempera, con sua moglie Mary Batten, una doratrice.

## Biografia
Come studente alla Slade School of Fine Art di Alphonse Legros espose fino al 1887 alla Grosvenor Gallery con Sir Edward Burne-Jones e si abbandonò a temi mitologici e allegorici. Tra i dipinti di Batten ci sono Il giardino di Adone, Amoretta e il tempo, La famiglia, Madre e figlio, La bella addormentata: La principessa si punge il dito, Biancaneve e i sette nani e Atalanta e Melanion.
Negli anni 1890 illustrò una serie di raccolte di fiabe curate da Joseph Jacobs, che era un membro della Folklore Society (ed editore della sua rivista 1890-1893): almeno English Fairy Tales, Celtic Fairy Tales, Indian Fairy Tales, Altro Fiabe inglesi e Altre fiabe celtiche dal 1890 al 1895 e Il libro delle fate di Europa (1916). Quest'ultimo venne pubblicato anche come European Folk and Fairy Tales. Illustrò anche le versioni in inglese di Tales from the Arabian Nights e Dante's Inferno.
Batten scrisse anche due libri di poesie e un libro sul volo animale e umano.

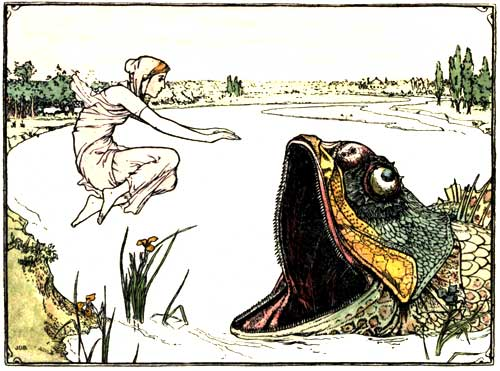
Indian Fairy Tales, a cura di Joseph Jacobs, illustrato da John D. Batten.

Alla fine degli anni 1890 si dedicò alla tecnica pittorica della tempera all'uovo e giocò un ruolo importante nella sua rinascita con artisti di Birmingham come Arthur Gaskin. La sua Pandora, realizzata con questa tecnica, fu esposta alla Royal Academy nel 1913 e presentata all'Università di Reading nel 1918, dove ora è stata restaurata. Batten fu anche segretario della Society of Painters in Tempera e pubblicò nel 1922 un articolo su The Practice of Tempera Painting.

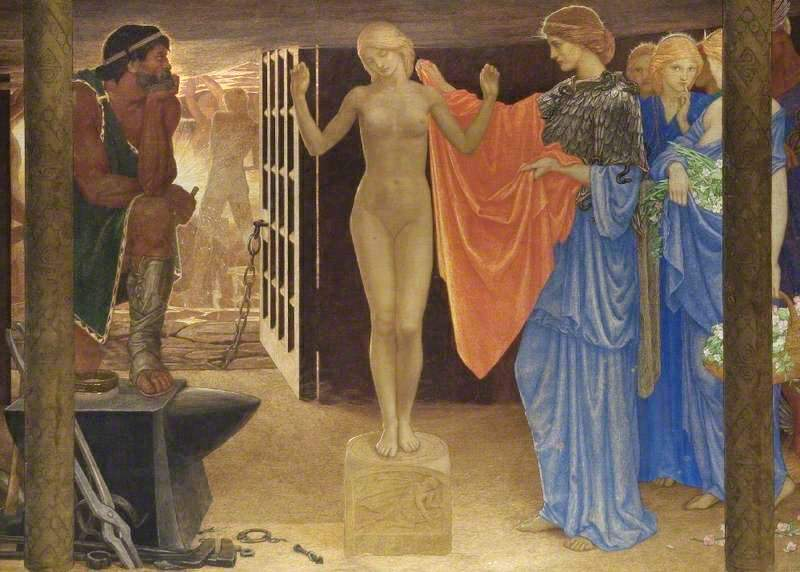
Pandora, 1913.

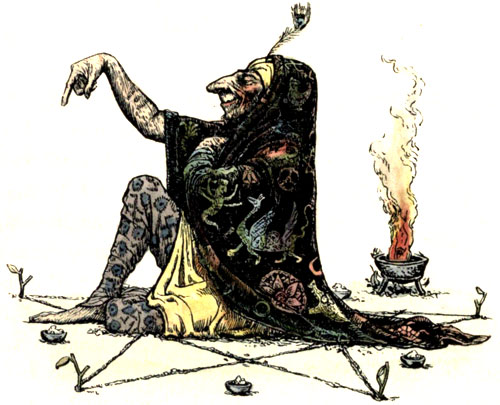
Indian Fairy Tales, a cura di Joseph Jacobs, illustrato da John D. Batten.

## Galleria d'immagini

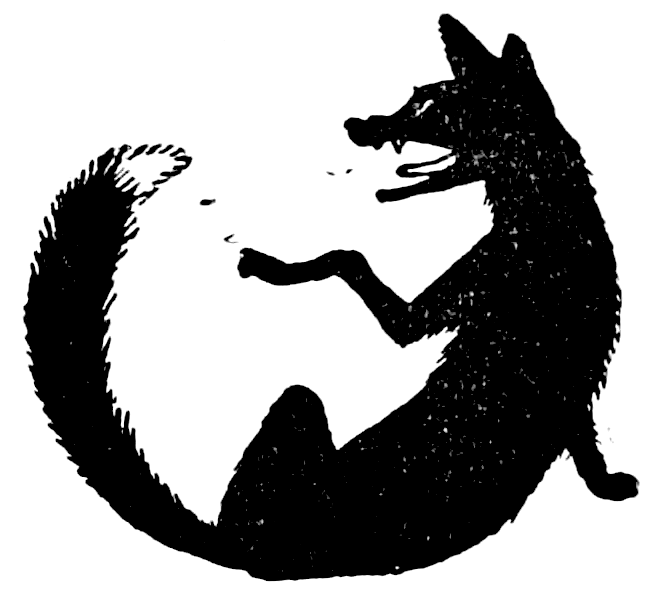
Illustrazione del Libro delle fate di Europa, 1916.
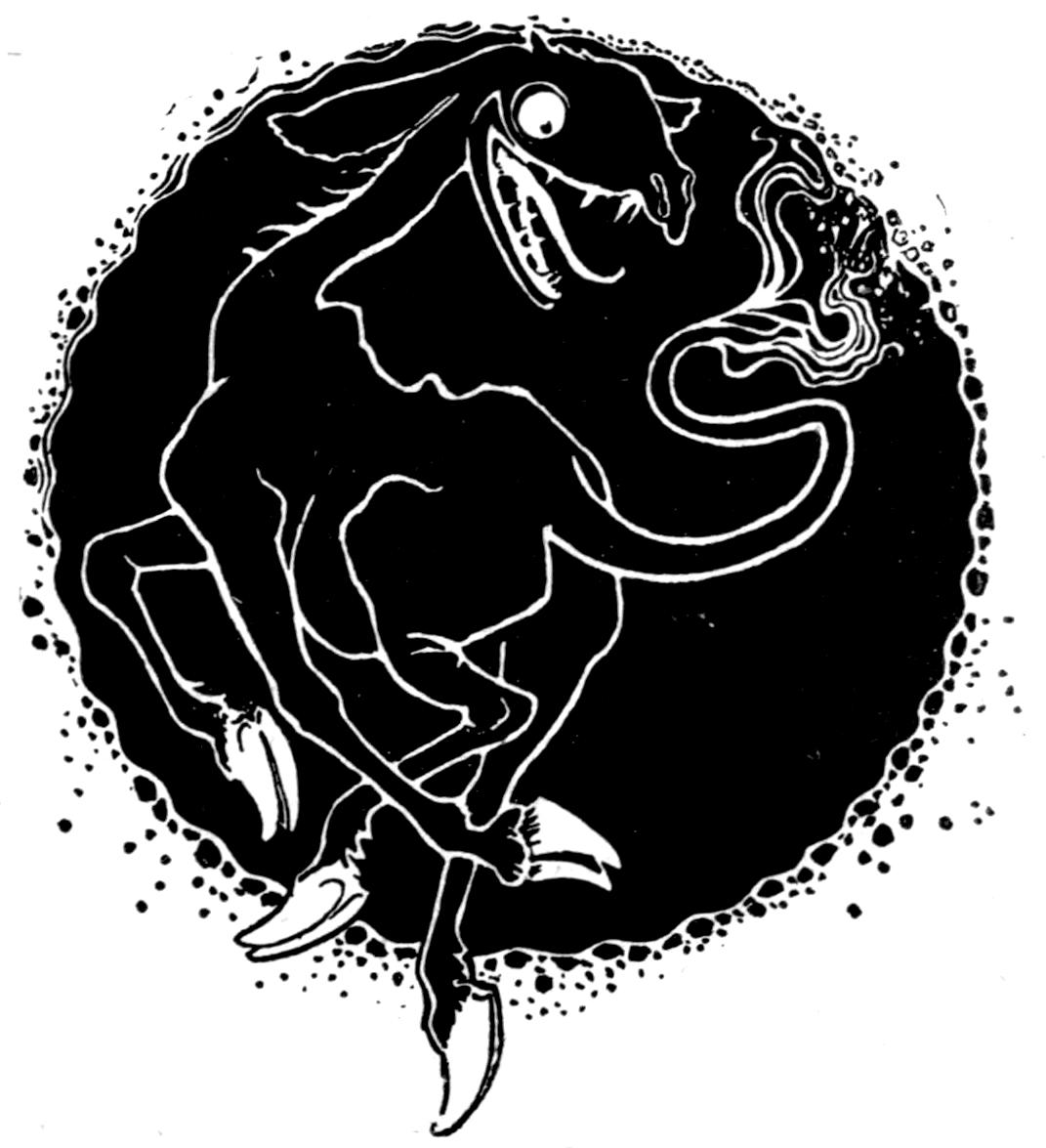
Copertina di More English Fairy Tales, 1894.
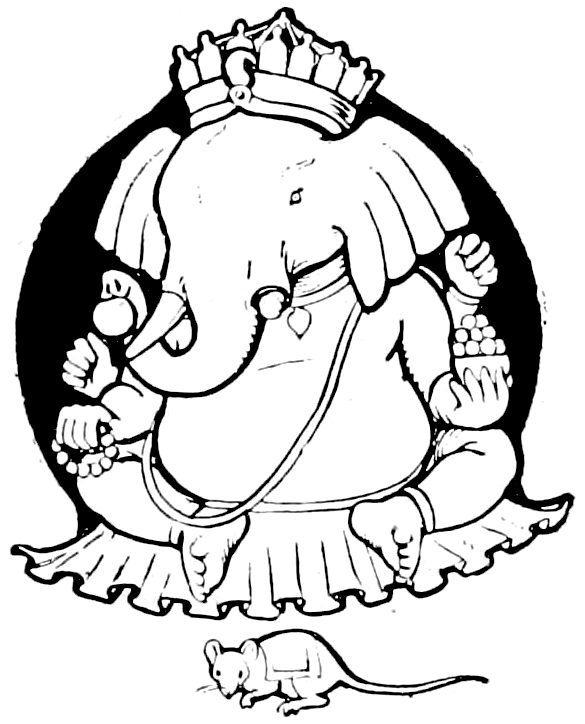
Copertina di Indian Fairy Tales, 1892.
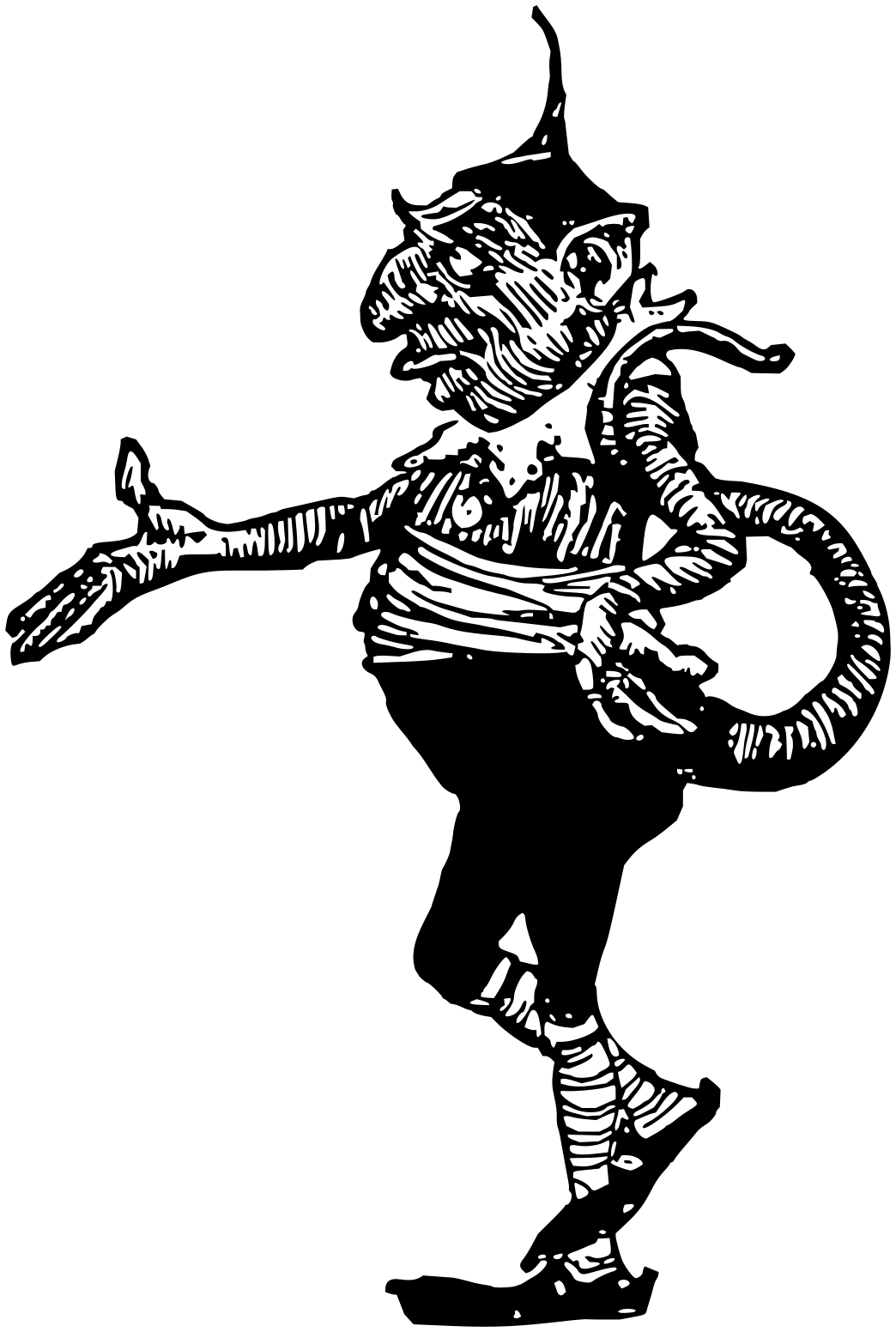
Illustrazione di Batten per English Fairy Tales, 1892: Come entrare nel mio libro.
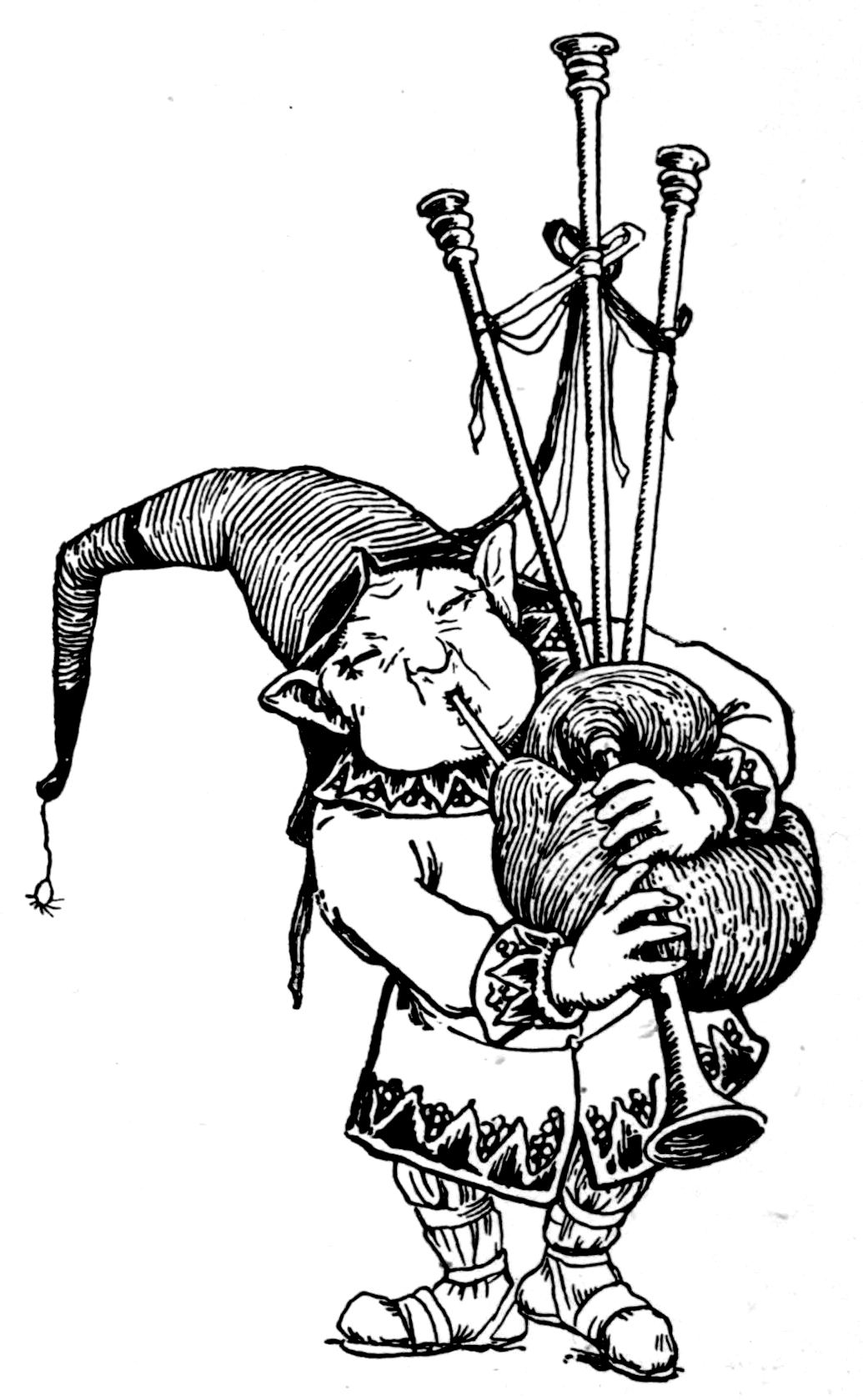
Copertina di More Celtic Fairy Tales, 1895.
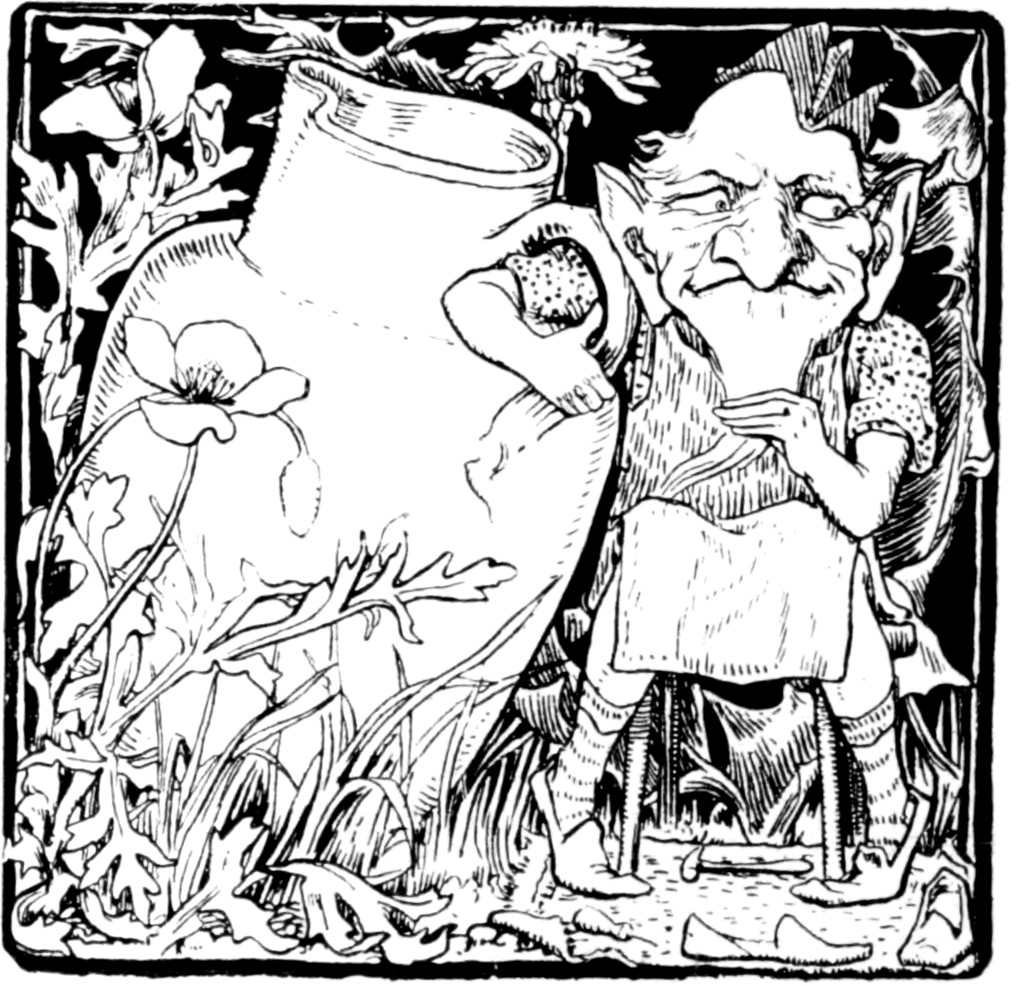
Illustrazione per una leggenda irlandese in Celtic Fairy Tales, 1892.
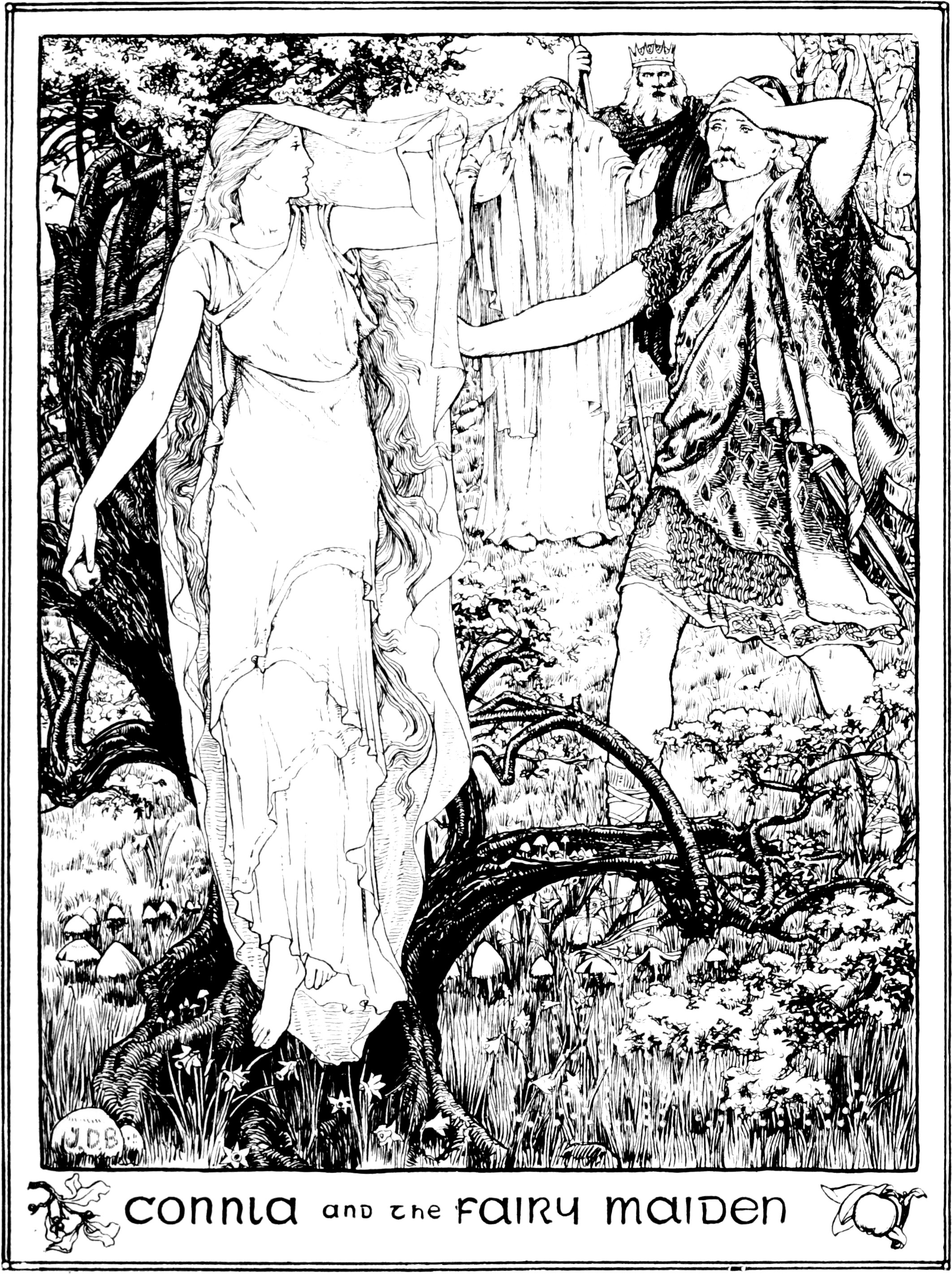
Connla e la fata fanciulla (da Celtic Fairy Tales, di Joseph Jacobs) 1892.
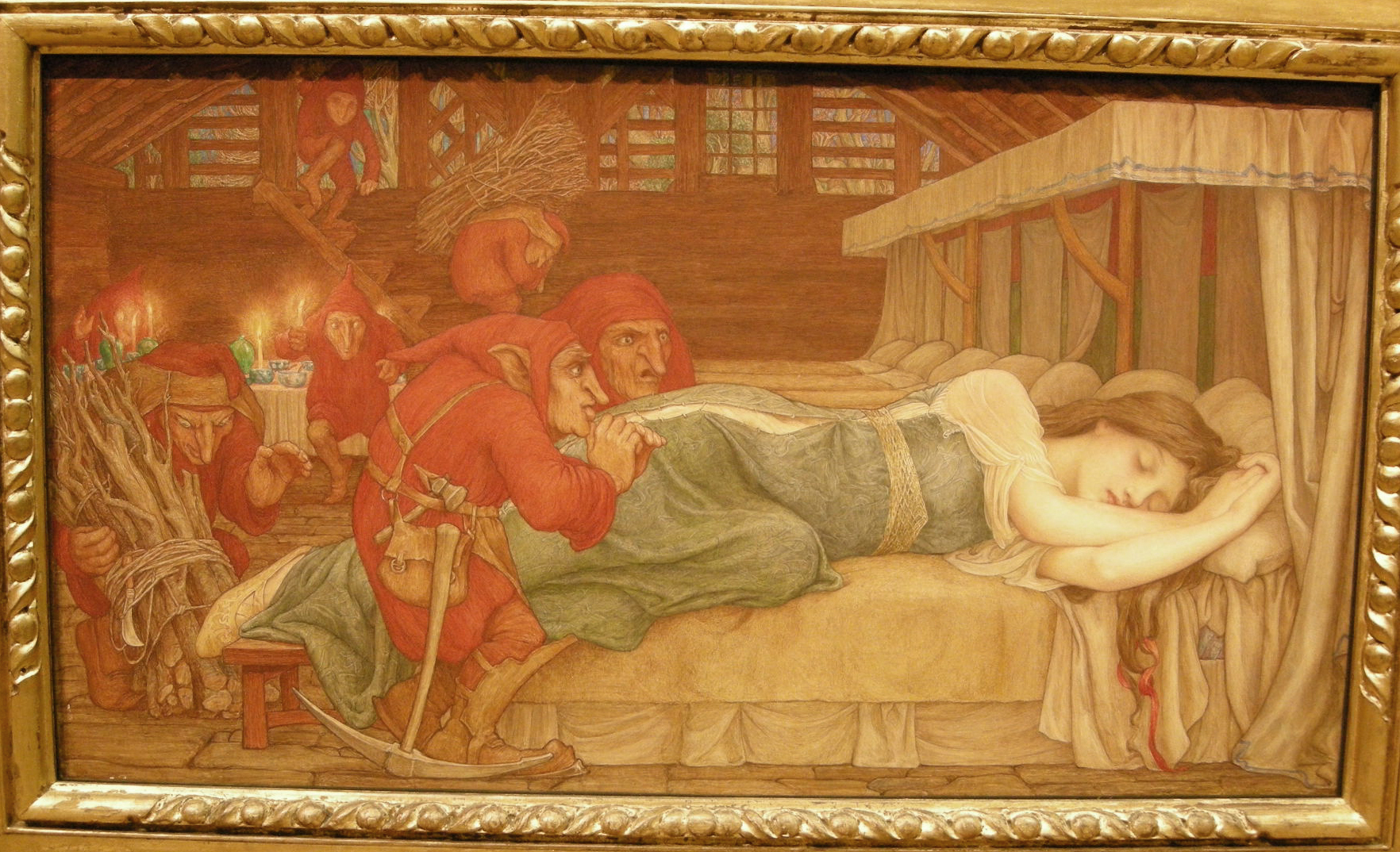
Biancaneve e i sette nani, 1897.